# Shidian, Anhui
Shidian (kinesiska: 石店) är en köping i östra Kina. Den ligger i Huoqiu härad i staden Lu'an i provinsen Anhui, omkring 130 kilometer väster om provinshuvudstaden Hefei. Antalet invånare är 39549. Befolkningen består av 18 573 kvinnor och 20 976 män. Barn under 15 år utgör 17,0 %, vuxna 15-64 år 72 %, och äldre över 65 år 9,0 %.